# Dietzhölztal
Dietzhölztal ist eine Gemeinde im mittelhessischen Lahn-Dill-Kreis. Sie entstand in den 1970er-Jahren als Großgemeinde im Zuge der Hessischen Gebietsreform (siehe dazu Abschnitt „Gemeindebildung“).

## Geografie
Ihren Namen verdankt die Gemeinde dem Fluss Dietzhölze, die durch drei der vier Ortsteile fließt und in Dillenburg in die Dill (Fluss) mündet und somit zum Flusssystem des Rheins gehört. Weitere Wasserläufe sind der Breidebach, der in Mandeln in den Mandelbach mündet. Der Mandelbach fließt dann durch den Hammerweiher – das größte Gewässer Dietzhölztals – und mündet schließlich in die Dietzhölze. Die höchste Erhebung der Gemeinde ist in der Nähe des Jagdberges, Gemarkung Rittershausen, gelegen und ist mit 673,1 m auch die höchste Erhebung im Lahn-Dill-Kreis.
Der nördlichste Punkt des Lahn-Dill-Kreises befindet sich auf der Grenze der Gemeinde zur Stadt Netphen.

### Nachbargemeinden
Dietzhölztal grenzt im Nordwesten an die Stadt Netphen, im Norden an die Stadt Bad Laasphe (beide im Kreis Siegen-Wittgenstein in Nordrhein-Westfalen), im Osten an die Gemeinde Breidenbach (Landkreis Marburg-Biedenkopf), im Südosten an die Gemeinde Eschenburg und im Südwesten an die Stadt Haiger (beide Lahn-Dill-Kreis).

### Gemeindegliederung
Die Gemeinde besteht aus den Ortsteilen
- Ewersbach
- Steinbrücken
- Mandeln
- Rittershausen

## Geschichte

### Gemeindegebiet
Zu den ältesten archäologischen Funden im Bereich der Gemeinde gehören Reste der keltischen Ringwallanlage aus der frühen La-Tène-Zeit. Die Anlage wurde um 450 vor Christus angelegt und im 3. Jahrhundert vor Christus, möglicherweise wegen der beginnenden germanischen Besiedlung, aufgegeben oder zerstört.
Der älteste Ort der Gemeinde dürfte Mandeln sein, das als Mauuentelina im Lorscher Codex um 800 erstmals erwähnt wurde. Dieser Ort ist jedoch im Mittelalter zeitweise zur Wüstung zerfallen.
Die Orte Ewersbach, Rittershausen und Langenbach sind vermutlich während der fränkischen Landnahme (5. bis 7. Jahrhundert) gegründet worden. Die Ersterwähnung von Ewersbach erfolgte am 3. August 1302, die von Rittershausen im Jahr 1344. Der Ort Langenbach ist im 15. Jahrhundert zur Wüstung zerfallen, die Gemarkung wurde dem Ort Rittershausen zugeordnet.
Während der karolingischen Zeit bildete das Tal der Dietzhölze den östlichsten Einzugsbereich des Haigergaus, einem vermutlichen Untergau des Lahngaus. Der Haigergau ging mit dem Ende der konradinischen Familie an die Pfalzgrafen über. Diese gaben ihn als Lehn an die Herren von Molsberg, die das Dietzhölztal an die Niederadligen von Bicken verlehnten. Begünstigt durch die Lage an der Fernhandelsstraße von Köln nach Leipzig über die Angelburg (Berg), auch „Brabanter Straße“ genannt, entwickelte sich Ebersbach (an der Straße) zum zentralen Ort. Die Herren von Bicken besaßen hier eine Burg (wohl eine befestigte Hofanlage) und ein erstmals 1303 erwähntes Zentgericht. Das Kirchspiel wurde nach 1048 von der Pfarrei Haiger abgetrennt, das Patronatsrecht lag ebenfalls bei den Herren von Bicken.
Ab dem 13. Jahrhundert drangen die Grafen von Nassau verstärkt in das Gebiet des Haigergaus und der Herborner Mark vor. Es kam zur Dernbacher Fehde zwischen Nassau und den Landgrafen von Hessen, an der sich die von Bicken auf hessischer Seite beteiligten. Die nassauischen Grafen konnten sich an der Dill durchsetzen. Im Jahr 1486 übertrug das Haus Bicken endgültig die Gerichtsrechte im Dietzhölztal an Nassau. Es schlossen sich Grenzstreitigkeiten zwischen Nassau und Hessen an, die erst Mitte des 18. Jahrhunderts erledigt wurden.
Nach dem Übergang an Nassau-Dillenburg kam es zu einer verstärken Ausweitung der Eisenindustrie und einer damit verbundenen Bevölkerungszunahme. Der Ort Mandeln wurde 1489 wieder besiedelt sowie die Orte Steinbrücken und Neuhütte neu angelegt.
Mit Aussterben der Linie Nassau-Dillenburg 1720 fiel das Dietzhölztal an die Linie Nassau-Beilstein. Diese vergrößerten das Amt Ebersbach im Jahr 1725 um das Gebiet des Amtes Tringenstein. Die Linie Nassau-Beilstein starb bereits 1739 aus und wurde vom Haus Nassau-Diez (Oranien-Nassau) beerbt. Im Jahr 1769 wurde Bergebersbach bei einem Brand völlig zerstört, jedoch wieder aufgebaut.
Von 1806 bis 1813 gehörten die Orte vorübergehend zum napoleonischen Großherzogtum Berg. Dort waren sie Teil des Arrondissements Dillenburg und damit des Départements Sieg. Nach der Niederlage Napoléon Bonapartes in der Völkerschlacht bei Leipzig wurde die oranisch-nassauische Landeshoheit wiederhergestellt. Das Haus Oranien-Nassau tauschte seinen Besitz auf dem Westerwald und an der Dill jedoch schon auf dem Wiener Kongress mit dem Königreich Preußen gegen Luxemburg. Das Königreich Preußen übergab noch am selben Tag das Gebiet an das Herzogtum Nassau.

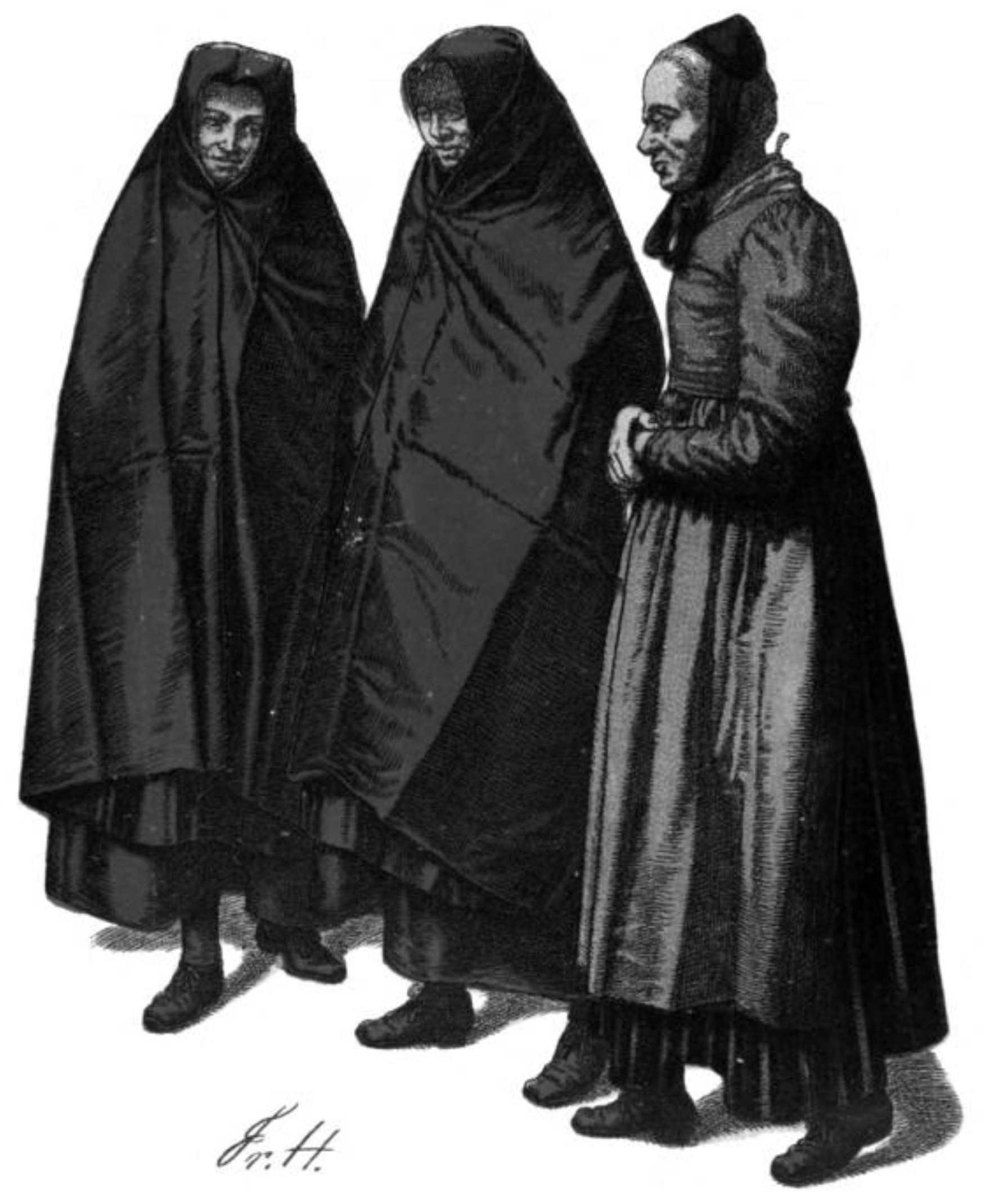
Bäuerinnen im Trauer- und Hausanzug aus Straßebersbach und Mandeln

Zum 1. Juli 1816 wurde das Amt Ebersbach aufgelöst und in das Amt Dillenburg eingegliedert. Die Orte Neuhütte und Straßebersbach wurden 1818 zusammengelegt. Der Ort Steinbrücken erhielt 1823 eine eigene Gemarkung; bis dahin galt er als Teil Ebersbachs.
Nach der Annexion des Herzogtum Nassau gehören die Orte ab 1866 wieder zum Königreich Preußen. Dort gehörte sie zur Provinz Hessen-Nassau und dem Regierungsbezirk Wiesbaden. Im Jahr 1866 wurde durch die preußische Kreis- und Provinzialordnung die nassauische Ämtereinteilung aufgehoben. Die Orte gehörten nunmehr zum Dillkreis.
Im Jahr 1945 wurden die Orte der US-amerikanischen Besatzungszone zugeteilt und wurden somit Teil Hessens. Sie gehörten zum Regierungsbezirk Wiesbaden. Mit dessen Auflösung 1968 wurden sie Teil des Regierungsbezirks Darmstadt und 1981 Teil des Regierungsbezirks Gießen. 1977 wurden sie Teil des neu geschaffenen Lahn-Dill-Kreis.
In den 1960er Jahren begann unter Vermittlung von Professor Choei Ishibashi die Partnerschaft zwischen der japanischen Stadt Ishibashi und Steinbrücken. Der Stadtname Ishibashi bedeutet auf Deutsch Steinbrücken. Es war eine der ersten Partnerschaften zwischen einer deutschen und einer japanischen Gemeinde. Nach Gebietsreformen in Deutschland und Japan besteht die Partnerschaft heute zwischen der Gemeinde Dietzhölztal und der Stadt Shimotsuke.

### Gemeindebildung
Am 1. April 1937 erfolgte die Zusammenlegung von Bergebersbach und Straßebersbach zur Gemeinde Ewersbach (seitdem in dieser Schreibweise).
Die Gemeinde Dietzhölztal wurde im Zuge der Gebietsreform in Hessen am 1. Februar 1971 durch den Zusammenschluss der bisher selbständigen Gemeinden Ewersbach und Steinbrücken neu gebildet. Zum 1. April 1972 schloss sich Mandeln der Gemeinde an, und am 1. Januar 1977 erfolgte kraft Landesgesetz der Anschluss von Rittershausen. Sitz der Gemeindeverwaltung wurde Ewersbach. Ortsbezirke wurden in der Gemeinde nicht gebildet.

### Historie der Metallindustrie
Quelle:
Funde belegen, dass bereits während der La-Tène-Zeit im Bereich der heutigen Gemeinde systematisch Kupfer gewonnen und verarbeitet wurde.
Das obere Dietzhölztal war seit dem Mittelalter ein wichtiges Zentrum der Eisenherstellung. Die Region verfügte über ein reiches Vorkommen an Eisenerz aus Roteisenstein. Dieses wurde abgebaut, in Pochwerken zerkleinert und mit Hilfe von Holzkohle zu Eisen verhüttet. Ursprünglich wurde die Verhüttung in Rennöfen vorgenommen. Das gewonnene Roheisen (Ofensau) musste in Hammerwerken ausgeschmiedet werden. Um die Hammerwerke und anderen Einrichtungen zu betreiben, wurden die Dietzhölze, der Mandelbach und der Ebersbach aufgestaut. Das aufgestaute Wasser trieb über Wasserräder die Hämmer an. Durch Aufstauen entstand so bei Steinbrücken der Hammerweiher.
Im späten 16. Jahrhundert kam es zu einer umfassenden Modernisierung der Eisenproduktion durch ausländische Spezialisten. 1586 ging mit der Neuhütte bei Ewersbach der erste Hochofen in Nassau-Dillenburg in Betrieb. Der hohe Bedarf an Holzkohle führte im Dillgebiet und Siegerland um 1560 zur Haubergswirtschaft als besonderer Form der Waldbewirtschaftung. Die Erzgruben wurden zunehmend tiefer, was zu immer höheren Ansprüchen an die Wasserkunst führte.
Infolge des Dreißigjährigen Krieges geriet die Eisenindustrie in eine wirtschaftliche Krise, die es den Grafen (ab 1652 Fürsten) von Nassau-Dillenburg ermöglichte, die bis dahin weitestgehend privaten Betriebe zu verstaatlichen.
Folgende Hochöfen waren im 17./18. Jahrhundert im oberen Dietzhölztal in Betrieb: Ofen bei Rittershausen, Neuhütte bei Ewersbach, Ofen bei Eibelshausen. Hammerwerke sind für diese Zeit nachgewiesen: Neuhütte bei Ewersbach, Teichhammer bei Steinbrücken, Gewerkschaft Steinbrücken, Blechhammer bei Eibelshausen Hammer bei Wiessenbach.
Weitere nassau-dillenburgischen Eisenwerke befanden sich im Dilltal und an der Schelde. Auch die Grafschaft Wittgenstein (nördlich) und die Grafschaft Siegen betrieben eigene Eisenwerke was regelmäßig zu Streit über die begrenzten Ressourcen Erz und Holzkohle führte.
Einen erheblichen Einbruch erfuhr die Eisenindustrie in der ersten Hälfte des 18. Jahrhunderts. Durch die Verknappung von Holzkohle kam es zu einer Steigerung der Produktionskosten. Trotz Bildung eines Preiskartells der Grafen von Nassau, Solms und Wittgenstein gelang es nicht, diese Preise weiterzugeben, so dass die Eisenwerke im Dietzhölztal zu einer erheblichen finanzielle Belastung des nassau-dillenburgischen Staatshaushalt wurden. Dies war einer der Gründe das, dass das Fürstentum ab 1730 wegen Überschuldung unter Zwangsverwaltung der Reichsdebitkommission stand. Erst nach dem Übergang der Herrschaft auf die Linie Oranien-Nassau gelang es ab 1743, die Eisenindustrie zu modernisieren, wobei der Schwerpunkt auf die weiterverarbeitende Industrie wie Drahtzieherein gelegt wurde.
Nach Gründung des Herzogtums Nassau gelang es dem Industriellen Johann Jacob Jung, ab 1816 schrittweise das Eigentum an allen Öfen und Hammerwerken im Dietzhölztal zu erwerben. Nach der Einführung des Puddelverfahren wurden um 1870 die Eisenhämmer nicht mehr benötigt und abgebaut. Der Hammerweiher bei Steinbrücken blieb jedoch erhalten. Die Familie Jung fasste diesen Besitz 1883 in der Hessen-Nassauischer Hüttenverein Aktiengesellschaft mit Sitz in Steinbrücken zusammen. In den 1930er Jahren fusionierte dieses Unternehmen mit der Firma Buderus aus Wetzlar.
Bis heute sind noch einige metallverarbeitende Firmen im Dietzhölztal vertreten. Das bedeutendste Unternehmen ist die in Rittershausen gegründete Rittal GmbH & Co. KG der Friedhelm Loh Group.

## Bevölkerung

### Einwohnerstruktur 2011
Nach den Erhebungen des Zensus 2011 lebten am Stichtag dem 9. Mai 2011 in Dietzhölztal 5996 Einwohner. Darunter waren 307 (5,12 %) Ausländer, von denen 79 aus dem EU-Ausland, 194 aus anderen europäischen Ländern und 34 aus anderen Staaten kamen. (Bis zum Jahr 2020 erhöhte sich die Ausländerquote auf 7,7 %.) Die Einwohner lebten in 2539 Haushalten. Davon waren 743 Singlehaushalte, 654 Paare ohne Kinder und 869 Paare mit Kindern, sowie 230 Alleinerziehende und 43 Wohngemeinschaften. In 513 Haushalten lebten ausschließlich Senioren und in 1650 Haushaltungen lebten keine Senioren.

### Einwohnerentwicklung
| Dietzhölztal: Einwohnerzahlen von 1973 bis 2020                   | Dietzhölztal: Einwohnerzahlen von 1973 bis 2020 | Dietzhölztal: Einwohnerzahlen von 1973 bis 2020 | Dietzhölztal: Einwohnerzahlen von 1973 bis 2020 | Dietzhölztal: Einwohnerzahlen von 1973 bis 2020 |
| ----------------------------------------------------------------- | ----------------------------------------------- | ----------------------------------------------- | ----------------------------------------------- | ----------------------------------------------- |
| Jahr                                                              |                                                 |                                                 |                                                 | Einwohner                                       |
| 1973                                                              | 1973                                            |                                                 | 6.165                                           | 6.165                                           |
| 1975                                                              | 1975                                            |                                                 | 6.087                                           | 6.087                                           |
| 1980                                                              | 1980                                            |                                                 | 6.198                                           | 6.198                                           |
| 1985                                                              | 1985                                            |                                                 | 6.020                                           | 6.020                                           |
| 1990                                                              | 1990                                            |                                                 | 6.266                                           | 6.266                                           |
| 1995                                                              | 1995                                            |                                                 | 6.660                                           | 6.660                                           |
| 2000                                                              | 2000                                            |                                                 | 6.558                                           | 6.558                                           |
| 2005                                                              | 2005                                            |                                                 | 6.263                                           | 6.263                                           |
| 2010                                                              | 2010                                            |                                                 | 5.952                                           | 5.952                                           |
| 2011                                                              | 2011                                            |                                                 | 5.996                                           | 5.996                                           |
| 2015                                                              | 2015                                            |                                                 | 5.757                                           | 5.757                                           |
| 2020                                                              | 2020                                            |                                                 | 5.536                                           | 5.536                                           |
| Quellen: Hessisches Statistisches Informationssystem; Zensus 2011 |                                                 |                                                 |                                                 |                                                 |

### Konfessionsstatistik
| • 1987: | 4173 evangelische (= 70,7 %), 847 katholische (= 14,4 %), 879 sonstige (= 14,9 %) Einwohner  |
| • 2011: | 3727 evangelische (= 62,1 %), 741 katholische (= 12,4 %), 1528 sonstige (= 25,5 %) Einwohner |

## Politik

### Gemeindevertretung
Die Kommunalwahl am 14. März 2021 lieferte folgendes Ergebnis, in Vergleich gesetzt zu früheren Kommunalwahlen:
| Sitzverteilung in der Gemeindevertretung 2021Insgesamt 23 Sitze - SPD: 8 - FDP: 2 - FWG: 5 - CDU: 8 | Parteien und Wählergemeinschaften | Parteien und Wählergemeinschaften           | 2021  | 2021  | 2016  | 2016  | 2011  | 2011  | 2006  | 2006  | 2001  | 2001  |
| Sitzverteilung in der Gemeindevertretung 2021Insgesamt 23 Sitze - SPD: 8 - FDP: 2 - FWG: 5 - CDU: 8 | Parteien und Wählergemeinschaften | Parteien und Wählergemeinschaften           | %     | Sitze | %     | Sitze | %     | Sitze | %     | Sitze | %     | Sitze |
| Sitzverteilung in der Gemeindevertretung 2021Insgesamt 23 Sitze - SPD: 8 - FDP: 2 - FWG: 5 - CDU: 8 | CDU                               | Christlich Demokratische Union Deutschlands | 35,7  | 8     | 36,8  | 8     | 34,6  | 8     | 38,2  | 9     | 26,4  | 6     |
| Sitzverteilung in der Gemeindevertretung 2021Insgesamt 23 Sitze - SPD: 8 - FDP: 2 - FWG: 5 - CDU: 8 | SPD                               | Sozialdemokratische Partei Deutschlands     | 35,2  | 8     | 38,3  | 9     | 46,7  | 11    | 34,1  | 8     | 32,5  | 8     |
| Sitzverteilung in der Gemeindevertretung 2021Insgesamt 23 Sitze - SPD: 8 - FDP: 2 - FWG: 5 - CDU: 8 | FWG                               | Freie Wählergemeinschaft                    | 22,4  | 5     | 24,9  | 6     | 17,0  | 4     | 23,6  | 5     | 23,0  | 5     |
| Sitzverteilung in der Gemeindevertretung 2021Insgesamt 23 Sitze - SPD: 8 - FDP: 2 - FWG: 5 - CDU: 8 | FDP                               | Freie Demokratische Partei                  | 6,7   | 2     | –     | –     | 1,7   | 0     | 4,1   | 1     | 1,7   | 0     |
| Sitzverteilung in der Gemeindevertretung 2021Insgesamt 23 Sitze - SPD: 8 - FDP: 2 - FWG: 5 - CDU: 8 | BLD                               | Bürgerliste Dietzhölztal                    | –     | –     | –     | –     | –     | –     | –     | –     | 16,3  | 4     |
| Sitzverteilung in der Gemeindevertretung 2021Insgesamt 23 Sitze - SPD: 8 - FDP: 2 - FWG: 5 - CDU: 8 | Gesamt                            | Gesamt                                      | 100,0 | 23    | 100,0 | 23    | 100,0 | 23    | 100,0 | 23    | 100,0 | 23    |
| Sitzverteilung in der Gemeindevertretung 2021Insgesamt 23 Sitze - SPD: 8 - FDP: 2 - FWG: 5 - CDU: 8 | Wahlbeteiligung in %              | Wahlbeteiligung in %                        | 41,7  | 41,7  | 43,4  | 43,4  | 40,4  | 40,4  | 38,8  | 38,8  | 46,9  | 46,9  |

### Bürgermeister
Nach der hessischen Kommunalverfassung wird der Bürgermeister für eine sechsjährige Amtszeit gewählt, seit dem Jahr 1993 in einer Direktwahl, und ist Vorsitzender des Gemeindevorstands, dem in der Gemeinde Dietzhölztal neben dem Bürgermeister ehrenamtlich ein Erster Beigeordneter und acht weitere Beigeordnete angehören. Bürgermeister ist seit dem 1. April 2014 der parteiunabhängige Andreas Thomas. Sein Amtsvorgänger Stephan Aurand (SPD), der 2010 für eine dritte Amtszeit gewählt worden war, wechselte am 1. November 2013 nach seiner Wahl als hauptamtlicher Kreisbeigeordneter zum Lahn-Dill-Kreis. Danach leitete die Erste Beigeordnete Hildegund Theis die Gemeindeverwaltung kommissarisch und die Wahl des neuen Bürgermeisters musste vorgezogen werden. Andreas Thomas erhielt am 9. Februar 2014 im ersten Wahlgang bei 59,4 Prozent Wahlbeteiligung 70,1 Prozent der Stimmen. Es folgte eine Wiederwahl im Oktober 2019.
Im März 2025 hat Herr Thomas der Gemeindevertretung mitgeteilt, dass er für eine dritte Amtszeit, die am 1. April 2026 beginnen würde, nicht mehr zur Verfügung stehen wird. Somit wird in der Wahl am 26. Oktober 2025 (bzw. bei einer möglichen Stichwahl am 9. November 2025) ein neuer Bürgermeister gewählt werden müssen.
Amtszeiten der Bürgermeister
- 2014–2026 Andreas Thomas (* 1965)[15]
- 1998–2013 Stephan Aurand (SPD) (* 1964; Amtsantritt am 1. Juli 1998)[16]
- 1981–1998 Karl-Werner Dreißigacker (FWG) (1937–2022), im Ruhestand (seit 30. Juni 1998)[19]
- 1971–1980 Heinz Hofmann (SPD) (ab 1969 Bürgermeister von Ewersbach; † 1980)

### Wappen und Flagge

Flagge der Gemeinde Dietzhölztal

| Wappen Dietzhölztal | Blasonierung: „In Gold über blauem Bach ein schreitender silbernbewehrter schwarzer Eber.“ |
| Wappen Dietzhölztal | Das Wappen ist am 30. Oktober 1953 amtlich verliehen worden, damals für den heutigen Ortsteil Ewersbach. Es wurde in den Jahren 1974 und 1981 vom Hessischen Minister des Inneren auch für die Großgemeinde Dietzhölztal genehmigt. |

Die Flagge der Gemeinde ist geviertelt und besteht aus denselben Farben, wie das Wappen, welches in der Mitte aufgelegt ist.

### Städtepartnerschaft
- Shimotsuke, Japan

## Kultur und Sehenswürdigkeiten
Ewersbach
- evangelische Kapelle, einschiffiger Bau mit Walmdach und kleinem Dachreiter aus dem 13. Jahrhundert, Umbau im 17. Jahrhundert
- evangelische Kirche, spätromanischer Bau mit Westturm des 13. Jahrhunderts, spätgotischer Umbau im 15. Jahrhundert.
- mehrere Fachwerkhäuser des 18. Jahrhunderts
- Nationales Automuseum – The Loh Collection (im Sommer 2023 eröffnet)

Mandeln
- evangelische Kapelle, Fachwerkbau mit Krüppelwalmdach und Dachreiter 1756 errichtet
- steinerne Korbbogenbrücke aus dem frühen 19. Jahrhundert
- Fachwerkhäuser 17. und 18. Jahrhundert

Rittershausen
- evangelische Kirche, Saalbau mit Krüppelwalmdach und Dachreiter, 1769 errichtet
- Fachwerkhäuser 17. und 18. Jahrhundert
- Steinbrücke aus dem frühen 17. Jahrhundert
- Mehrzweckgebäude (Fachwerk) aus dem 18. Jahrhundert, welches Backhaus, Scheune, Bürgermeisteramt, Hirtenwohnung und Feuerwehrschuppen unter einem Dach beherbergte

Steinbrücken
- evangelische Kapelle, Fachwerkbau mit Dachreiter erbaut 1709, nachträgliche Ergänzung eines Treppenturmes an der Nordseite
- Fachwerkhäuser 17. und 18. Jahrhundert
- Japanischer Garten

## Wirtschaft und Infrastruktur

### Verkehr
Die Ortsteile der Gemeinde sind über die Bus-Linien 300, 301 mit der Nachbargemeinde Eschenburg verbunden. Weiter besteht mit der Linie 302 Anschluss nach Dillenburg.
Früher führte die Dietzhölztalbahn in die Gemeinde.

### Unternehmen
Im Ortsteil Rittershausen befindet sich das Stammwerk des Schaltschrankbauers Rittal GmbH & Co. KG. Mit der Firma Kreck Metallwarenfabrik GmbH existiert in Rittershausen ein weiterer mittelständischer metallverarbeitender Betrieb. Die Karle & Rubner GmbH mit Sitz in Steinbrücken fertigt u. a. Balkon- & Treppengeländer. Die Fa. Omnical Kessel- und Apparatebau GmbH in Ewersbach, deren Ursprünge sich bis ins 18. Jahrhundert belegen lassen und die über Generationen den Familien Arbeit und Existenz garantierte, musste im Frühjahr 2015 Insolvenz anmelden. Die Service- und Engeneeringaktivitäten wurden durch die Viessmann-Gruppe übernommen. Darüber hinaus existieren in Dietzhölztal noch mehrere kleinere, meist metallverarbeitende Betriebe.

### Bildung
Grundschulen
- Jung-Stilling-Schule Ewersbach
- Jung-Stilling-Schule Rittershausen
- Grundschule Mandeln

Hochschulen
Im Ortsteil Ewersbach gibt es mit der Theologischen Hochschule Ewersbach des Bundes Freier evangelischer Gemeinden in Deutschland eine staatlich anerkannte Hochschule.